# Quebecor
Quebecor inc. (escrito sin acento sobre las letras e) es una empresa quebequense especializada en la imprenta comercial, los medios de comunicación (periódicos, revistas, radio, televisión) y las telecomunicaciones (distribución de la televisión por cable, teléfono, sitio web Canadian Online Explorer).
Fundada por Pierre Péladeau y dirigida por su hijo Pierre Karl Péladeau, su sede se sitúa en Montreal, Quebec. Su participación en la concentración de los medios de comunicación en Quebec hace de Quebecor un objeto de críticas. En 2001, Quebecor tenía 46% de la difusión de la prensa diaria francófona en Quebec, y la empresa Gesca, 51 %. El 3% restante pertenecía al periódico independiente de Montreal Le Devoir.

## Filiales
Quebecor tiene dos filiales principales con varias pertenencias.
- Quebecor World (impresión)
- Quebecor Media
  - Vidéotron (televisión por cable e internet)
  - Sun Media (periódicos)
  - TVA (cadena de televisión)
  - Canoe.ca (sitio web)
  - Archambault (discos, libros y video)
  - Le SuperClub Vidéotron (alquiler de DVD y VHS)
  - Vidéotron Télécom (telecomunicaciones)
  - Edición de libros
  - Edición de revistas
  - Nurun

## Consejo de administración
En 2007, el consejo de administración estaba compuesto por los siguientes miembros: Françoise Bertrand, Alain Bouchard, Robert Dutton, Jean La Couture, Jean-Marc Eustache, Pierre Laurin, Brian Mulroney, Jean Neveu, Pierre Parent, Érik Péladeau.